# Robert Hossein
Robert Hossein (París, 30 de diciembre de 1927-Essey-lès-Nancy, 31 de diciembre de 2020) fue un actor, director y escritor de cine francés. Dirigió la adaptación de 1982 de Les Misérables y apareció en Vice and Virtue, Le Casse, Les Uns et les Autres y Venus Beauty Institute. Sus otros papeles incluyen al esposo de Michèle Mercier en la serie Angélique, un pistolero en el Cementerio Spaghetti Western Sin Cruces (que también dirigió y coescribió), y un sacerdote católico que se enamora de Claude Jade y se convierte en comunista en Forbidden Priests.

## Trayectoria
Hossein comenzó a dirigir películas en 1955 con Les Salauds vont en enfer, a partir de una historia de Frédéric Dard cuyas novelas y obras de teatro proporcionaron a Hossein gran parte de su material cinematográfico posterior. Desde el principio, Hossein estableció sus marcas características: usar una trama de suspenso aparentemente sencilla y subvertir sus convenciones (a veces hasta el punto de un total desprecio de la demanda tradicional de un giro final o revelación) para concentrarse en las relaciones ritualistas. Esta es la preocupación corriente del director que siempre se enfatiza en sus películas por un dominio extraordinario del espacio cinematográfico y, a menudo, sorprendentes composiciones de cuadros donde la geometría de figuras humanas y el diseño de escenarios se utilizan para acentuar la configuración psicológica de la escena. Los mecanismos de la culpa y la forma en que destruye las relaciones es otro tema recurrente, presumiblemente influenciado por el interés de toda la vida de Hossein en las obras de Dostoyevsky.
En 1967, fue miembro del jurado del 5º Festival Internacional de Cine de Moscú. Su película de 1982 Les Misérables se inscribió en el 13 ° Festival Internacional de Cine de Moscú, donde ganó un Premio Especial. Aunque Hossein tuvo algunos éxitos internacionales modestos con películas como Toi, le venin y El vampiro de Düsseldorf, fue muy destacado por las críticas abrasadoras de los críticos y seguidores de la Nueva Ola por los marcos desvergonzadamente melodramáticos de sus películas. El hecho de que fuera esencialmente un director de autor con un conjunto de temas coherente y un dominio extraordinario de enfoques originales e inusuales para la puesta en escena de sus historias, nunca fue apreciado. No era reacio a probar suerte en géneros y géneros muy diferentes. nunca fue derrotado, lo que hizo que el spaghetti western Cemetery Without Crosses y el drama de época de bajo presupuesto pero audazmente subversivo I Killed Rasputin. como director de carrera en 1970, habiéndose concentrado en el teatro donde sus logros nunca fueron cuestionados, y posteriormente regresando a la dirección cinematográfica solo dos veces. Con dos o tres excepciones, sus películas siguen sin estar disponibles comercialmente y son muy difíciles de ver.

## Vida personal
El padre de Robert Hossein era André Hossein, un compositor de origen iraní y su madre era Anna Mincovschi, una actriz de comedia judía de Soroca (Bessarabia). Estuvo casado tres veces: primero con Marina Vlady (luego Marina Poliakoff; el 23 de diciembre de 1955, tuvieron dos hijos, Pierre e Igor), luego el 7 de junio de 1962, con Caroline Eliacheff, hija de Françoise Giroud (tuvieron un hijo, Nicolás, quien se convirtió en rabino Aaron Eliacheff).  Ella tenía quince años en ese momento y él 34. En 1973, salió por un corto tiempo con Michèle Watrin, antes de que ella muriera al año siguiente en un accidente automovilístico. En 1976 se casó con la actriz Candice Patou, con quien tuvo un hijo.
Cerca de los cincuenta años, Hossein fue bautizado en la Iglesia católica. Según un artículo escrito por Emannuel Peze, Hossein experimentó una conversión al catolicismo en 1971 durante una visita a la aparición mariana en San Damiano en Lombardo Italia. En 2007, presentó una obra de teatro titulada No tengas miedo (N'ayez pas peur) de la vida del Papa Juan Pablo II. Tenía una devoción especial a Santa Teresa de Lisieux.